# Juist
Juist egy német község és sziget az Északi-tenger déli peremén. A Memmert és Borkum között 17 kilométer hosszan elterülő földsávon három település található. A szigeten élő ritka madarak és növények miatt Juist egésze az Alsó-Szász Watt-tenger Nemzeti Park fennhatósága alá tartozik. A szigeten évente 100 000 turista pihen.

## Története
Juist a Keleti-fríz szigetek többi tagjával együtt igen fiatal, már a történelmi időkben létrejött képződmény. Kialakulásának idejéről nincsenek ismereteink. A Juist név valószínűleg a fríz güst (kopár, terméketlen) szóból származik. Az első települések az 1400-as években keletkezhettek a szigeten, ebből az időből származik az a disznókoponya, amelyet egy ásatáson tártak fel. Henricus Ubbius fríz történész 1530-ban 23 házról és a Juiston élő vadlovakról számolt be. A szigeten szántók és legelők is voltak, így a terület kedvező feltételeket kínálhatott az itt élő parasztoknak. 1570-ben egy vihardagály hatalmas pusztítást vitt végbe Juiston. 1651-ben egy másik vihardagály alámosta a sziget templomának alapjait, amely 11 évvel később összedőlt. Tőle 700 méternyire keletre egy újabb templomot emeltek. A természet azonban továbbra is mostohán bánt Juist lakóival. A hullámverés egyre több földet ragadott el. A föld annyira megfogyatkozott, hogy a szigetlakók alig tudták adófizetési kötelezettségeiket teljesíteni a termés kiesése miatt. 1717-ben újabb, 28 szigetlakó életét követelő vihardagály öntötte el a települést. Ebben az időben már több település létezhetett a szigeten, a vihardagály a tudósítások szerint négy templomot rongált meg. 1779-ben már az ötödik templomot építették fel a szigetlakók.

## Népessége
| Lakosok száma | 1431 | 1631 | 1801 | 1700 | 1596 | 1571 | 1515 | 1534 | 1552 | 1542 |
|               | 1990 | 1995 | 2005 | 2010 | 2015 | 2016 | 2019 | 2020 | 2022 | 2023 |

## Földrajza
Juist 17 kilométer hosszú és alig 500 méter széles sziget. A kelet-nyugati irányban hosszan elnyúló földdarabot már a történelmi időkben turzásként hozta létre az Északi-tenger. A hullámverés által mozgatott homok a történelmi időkben is jól követhetően vándorolt a sziget környékén, amelynek partvonala napjainkban is folyamatosan változik. Juist északi partján egy keleti irányban szélesedő strand található. A strandok a nyugati parton hatalmas homokpaddá szélesednek, amelyet csak egy apálymeder választ el a szomszédos Memmerttől. A strandok homokját a gyakori nyugati szél dűnékbe halmozza. Az árvízmentes felszínné vált dűnéket fűfélék kötik meg, majd fás szárú növények jelennek meg felszínükön. Dél felé haladva egyre idősebb dűnékkel találkozhat a látogató. Juist legfiatalabb része a Kalfamernek nevezett keleti csücsök. E helyen folyamatos a dűneképződés, a szabadon vándorló homok több formájával találkozhat a látogató.
A 19. században a mai Juist területén még két sziget helyezkedett el. A Juist nevű főszigetet egy Hammernek nevezett szoros választotta el a szomszédos Bill szigettől. Az idők folyamán Juist és Bill partjai egymás felé növekedtek, majd összeértek. A Hammer ma is látható maradványa a Hammersee, amely a legnagyobb tó a Fríz-szigeteken. A Hammersee vize ez elmúlt évszázad során kiédesedett, ma számtalan ritka élőlény otthona. 17,3 hektáros területe folyamatosan csökken.

## Közlekedés
Juist a szárazföldön fekvő Nordeich városka kikötőjéből közelíthető meg hajóval. Az út mintegy 140 percet vesz igénybe. A Juistot és a nordeichi mólót összekötő hajózócsatorna vize azonban túlságosan sekély, ezért a szigetre közlekedő komp apály idején veszteglésre kényszerül. 2008-ban készült el a vitorláskikötőt védő új móló. A komp holtidejét kiváltandó építették meg a Juist-i repülőteret, amelyen a vendégeket szállító kisrepülőgépek leszállhatnak. A Juisti leszállópálya Alsó-Szászország második legforgalmasabb reptere. A szigetre érkezőket ún. autómentes környezet várja. Juiston a tűzoltóságon és a mentőkön kívül a szigeten csak gátak védelmére is használt traktorok működnek hagyományos üzemanyagokkal. A szigeten egykor kiterjedt keseny-nyomtávú vasúthálózat működött. Az 1898-ban átadott vicinális egyike volt az első nem gőzvontatású német vasútvonalaknak. A vasút az akkor még a településtől távol fekvő kikötőt kötötte össze Juist városkával. Az új juisti kikötő megnyitása után már nem volt szükség a vonatokra, ezért 1982-ben a forgalmat leállították.

## Élővilága

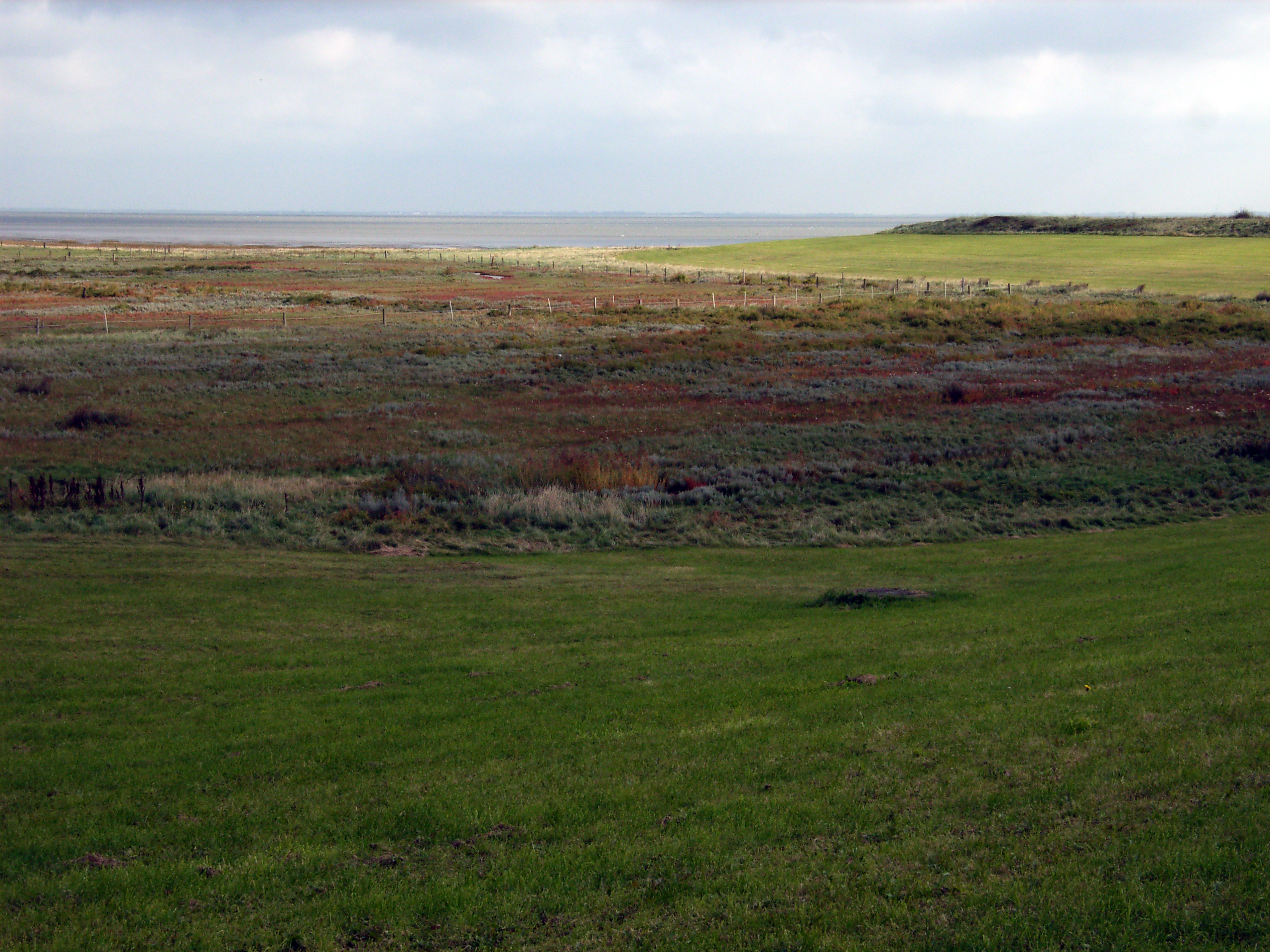
Sósmocsár Juiston

Juist a szárazföld és a tenger határán fekszik, területén a két zóna állatvilága keveredik egymással. A védett sziget és a puhatestűekben gazdag árapálysíkságok vonzzák a vándormadarakat. A madárvonulások idején hatalmas csoportokban érkeznek a havasi partfutók, az ezüstlilék és a sarki partfutók. Október közepén érkezik a szigetre az örvös lúd, amelyet az Alsó-Szász Watt-Tenger Nemzeti Park a sziget jelképállatának választott. Évente átlagosan 1000 örvös lúd telel a Juiston.

A növényvilág a sziget fiatalsága miatt még nem jutott el a teljes növénytársulások kifejlődéséig. A dűnék déli lábainál apróbb erdőfoltok telepedtek meg, amelyekben feketefenyők és nyírfák a legjellemzőbb növények. A fák törzsét szinte teljesen elborítják a zuzmók.

## Fordítás
- Ez a szócikk részben vagy egészben a Juist című német Wikipédia-szócikk ezen változatának fordításán alapul.  Az eredeti cikk szerkesztőit annak laptörténete sorolja fel. Ez a jelzés csupán a megfogalmazás eredetét és a szerzői jogokat jelzi, nem szolgál a cikkben szereplő információk forrásmegjelöléseként.